# L'ultima missione di Gwendy
L'ultima missione di Gwendy (Gwendy's Final Task) è un romanzo horror scritto a quattro mani da Stephen King e da Richard Chizmar pubblicato in contemporanea negli USA e in Italia il 15 febbraio 2022.
È stato scritto un prequel del romanzo, La piuma magica di Gwendy, scritto solo da Chizmar ma con la prefazione di King.
King e Chizmar firmano l'atto finale della trilogia iniziata con La scatola dei bottoni di Gwendy e La piuma magica di Gwendy, un'avventura che tocca alcuni dei luoghi più iconici dell'immaginario kinghiano, da Castle Rock a Derry espandendone i confini oltre il pianeta Terra.

## Trama
Gwendy Peterson è tornata, e l'esito della battaglia tra Bene e Male è nelle sue mani.
Quando Gwendy Peterson aveva dodici anni, uno sconosciuto chiamato Richard Farris le consegnò una misteriosa scatola di mogano, da custodire con cura. Quell'oggetto dispensava cioccolatini a forma di animali e vecchie monete, ma era molto pericoloso: premere uno dei suoi otto bottoni colorati poteva portare morte e distruzione. La scatola dei bottoni è ricomparsa per la terza volta nella vita di Gwendy: diventata una scrittrice di successo e una figura politica in ascesa, ha dovuto di nuovo fare i conti con la tentazione costituita da quell'oggetto inquietante. 
Nel 2019, a Castle Rock, Richard Farris riappare nella vita di Gwendy e le affida il compito di sbarazzarsi della scatola spedendola laddove nessuno se ne potrà più impadronire, nello spazio.
Poco tempo dopo suo marito Ryan Brown, attirato con l'inganno a Derry, viene ucciso da misteriose macchine dai colori strani guidate da degli uomini alti e magri con dei soprabiti gialli (uomini bassi); appuntato sul bavero hanno un bottone con sopra un occhio rosso.
È il gennaio 2023 e Gwendy ha un'amica che conosce dal 2020, Charlotte Morgan che è un'alta funzionaria della CIA; Gwen cerca di convincerla affinché la porti nello spazio per attuare la sua missione, spedire la scatola nello spazio più profondo ed impedire che cada in mani malvagie. Per fare ciò, sotto i suoi occhi, schiaccia il bottone rosso e concentra i suoi pensieri sulla grande piramide di Giza che, di conseguenza, crolla misteriosamente. Dopo questo evento Charlotte non esita ad aiutarla nella sua missione.
Ora è il 2026, un'epidemia di covid-19, causato da una donna in possesso della scatola che, plagiata da essa, ha premuto il bottone verde chiaro, quello dell'Asia) imperversa ancora nel mondo; Gwendy Peterson ha sessantaquattro anni e a breve sarà il primo senatore in carica degli Stati Uniti a viaggiare sul razzo Eagle-19 Heavy della Tet Corporation (TetCorp) fino alla stazione spaziale MF-1 (Many Flags). Il suo incarico, sulla carta, consiste nel monitoraggio climatico. Ma a nessuno sfugge la valigetta bianca con sopra la scritta materiale top secret che tiene ben stretta a sé. Il vero motivo del suo viaggio è lì dentro: la scatola dei bottoni che, ancora una volta affidatagli da Farris, Gwendy deve proteggere a ogni costo dalle oscure forze del male che cercano di impossessarsene. È giunto il momento di portare a compimento la sua ultima missione più importante e più segreta: salvare il mondo. E, forse, tutti i mondi possibili.
Sulla stazione spaziale condivide lo spazio con un altro passeggero, Gareth Winston, un uomo ricco che ha aderito al viaggio per turisti della TetCorp, ma in realtà lui è li per impossessarsi della scatola dei bottoni per poterla usare per distruggere tutti i mondi. Egli è sotto copertura per conto della Sombra Corporation (gestita dagli ex servitori del Re Rosso ormai sconfitto da tempo) ed egli era a bordo della macchina che ha investito Ryan, infatti gli è stato promesso un mondo tutto suo da Bobby (un taheen) se avesse preso la scatola. Il loro scopo è, ovviamente, distruggere la Torre Nera tramite la scatola e far crollare tutti i mondi nel caos e nell'oscurità.
Come se non bastasse Gwen soffre di un'alzheimer precoce, causata probabilmente dall'eccessivo uso della scatola che le causa vuoti di memoria: oltre a questo dovrà lottare con la sua forza di volontà per non cedere al giogo mentale della scatola.
Gareth entra in azione e tiene sotto scacco Gwendy, apre la cassaforte che custodisce la scatola e vi trova invece la "piuma portafortuna" della donna; ella ha nascosto l'oggetto e di seguito con l'inganno conduce l'uomo in una trappola.
Una volta ucciso Gareth con un dispositivo che gli aveva dato la Sombra Corporation (un oggetto simile ad un rossetto che uccide tutto ciò che incrocia il suo raggio) la donna si prepara alla sua prima, ed ultima, passeggiata nello spazio dove prende la decisione, dopo avere messo la scatola dentro un piccolo razzo nucleare, di non morire sulla Terra preda dell'alzheimer, ma di seguire il destino dell'oggetto magico. Deciso ciò Gwendy, a bordo del razzo, parte per lo spazio profondo per morire poi sei ore dopo per mancanza d'ossigeno, diretta verso la costellazione dello scorpione; la sua ultima missione è finalmente conclusa salvando non solo la Terra, ma tutti i mondi sorretti dalla Torre.

## Edizioni
- Stephen King e Richard Chizmar, L'ultima missione di Gwendy, traduzione di Luca Briasco, Sperling & Kupfer, 2022, p.336, ISBN 9788820072926.